# Sala Regia

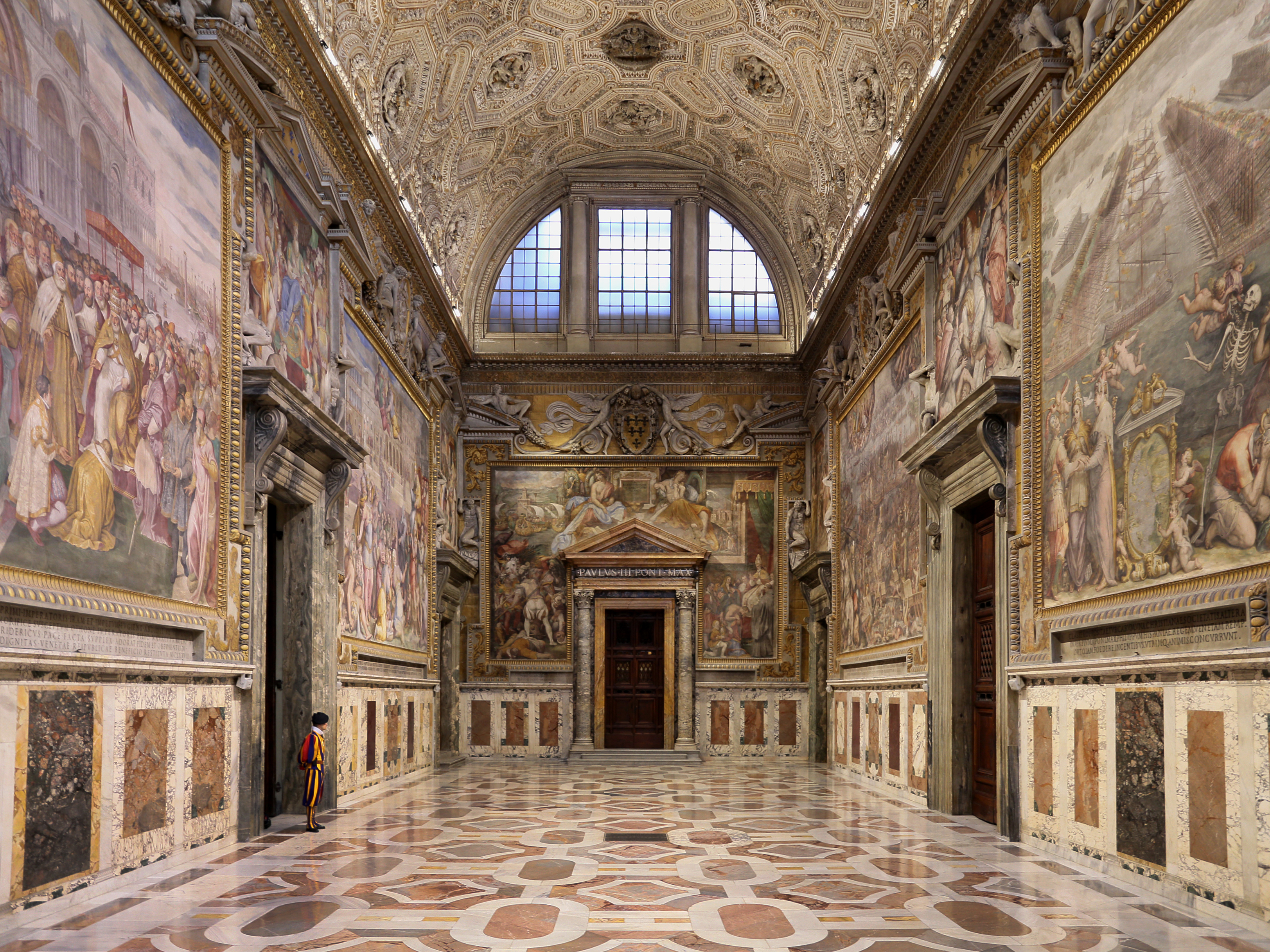
Veduta della Sala Regia verso la parete meridionale

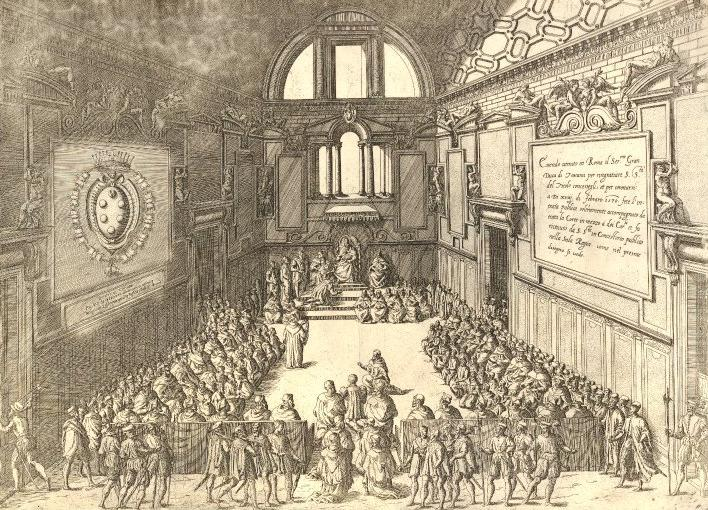
Veduta della Sala Regia verso la parete settentrionale in un'incisione del 1570 circa raffigurante lIncoronazione di Cosimo I de' Medici

La Sala Regia del Palazzo Apostolico è un salone d'onore ubicato all'interno del Palazzo Apostolico, nella Città del Vaticano; il suo principale accesso è costituito dalla Scala Regia (lungo la parete occidentale). Dalla Sala Regia si può accedere all'Aula delle Benedizioni e alla Sala Ducale (parete orientale) e alle cappelle Paolina (parete meridionale) e Sistina (parete occidentale).

## Storia
Eretta su progetto di Antonio da Sangallo il Giovane, tra il 1540 e il 1573, era destinata a ricevere i sovrani in visita ufficiale.

## Descrizione
La volta si trova a 16 metri di altezza; la Sala ha una lunghezza totale di 40 metri
Venne interamente affrescata con soggetti storici verso la metà del XVI secolo da alcuni fra i maggiori pittori dell'epoca, quali:
- Livio Agresti (Pietro d'Aragona rende il suo regno tributario a papa Innocenzo III[1])
- Giovan Battista Fiorini (Liutprando conferma a Gregorio II la donazione di Ariperto)
- Lorenzo Sabatini (Angelo con le chiavi di san Pietro)
- Raffaellino da Reggio (Angelo con la tiara)
- Giovanni Maria Zopelli (Accordi nuziali di Gaspard de Coligny)
- Francesco Salviati e Giuseppe Porta (Sottomissione del Barbarossa ad Alessandro III)
- Orazio Samacchini (Ottone I restituisce i territori della Chiesa a papa Agapito II)
- Girolamo Siciolante da Sermoneta (Pipino re dei Franchi dona alla Chiesa il territorio di Astolfo re dei Longobardi)
- Giorgio Vasari (Flotta della Lega davanti a Messina, Battaglia di Lepanto e Gregorio XI torna da Avignone, Scomunica di Federico II da parte di Gregorio IX, Tre storie della notte di San Bartolomeo)
- Taddeo Zuccari (Presa di Tunisi e Carlo Magno conferma la donazione di Ravenna alla Chiesa)
- Federico Zuccari (Enrico IV penitente ottiene l'annullamento della scomunica da papa Gregorio VII)

La volta a botte con un ricco cassettonato a stucchi, venne decorata da Perin del Vaga, mentre gli stucchi alle pareti sono di Daniele da Volterra.

## Galleria d'immagini

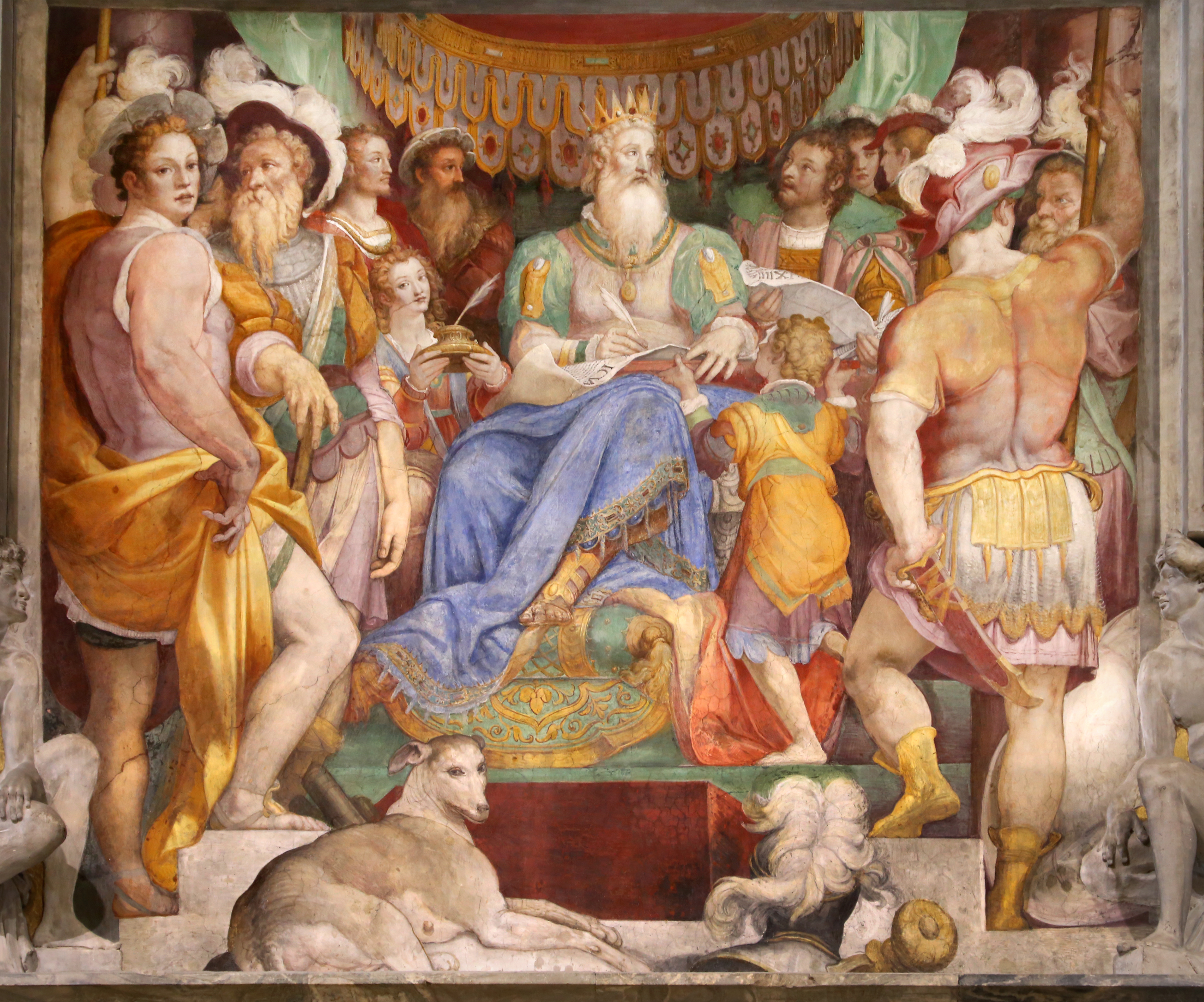
Carlo Magno conferma la donazione di Ravenna di Taddeo Zuccari
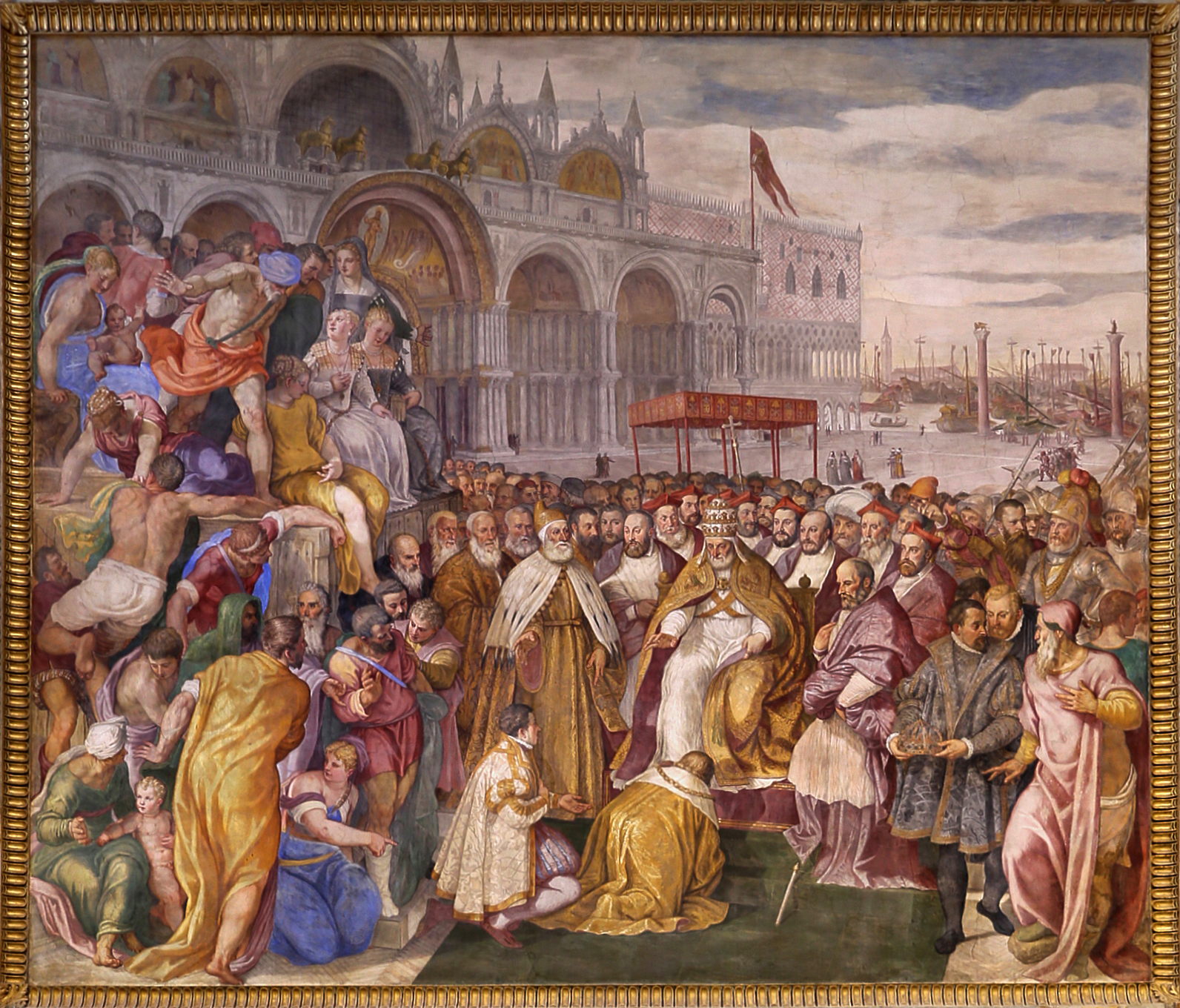
Sottomissione del Barbarossa ad Alessandro III di Francesco Salviati e Giuseppe Porta
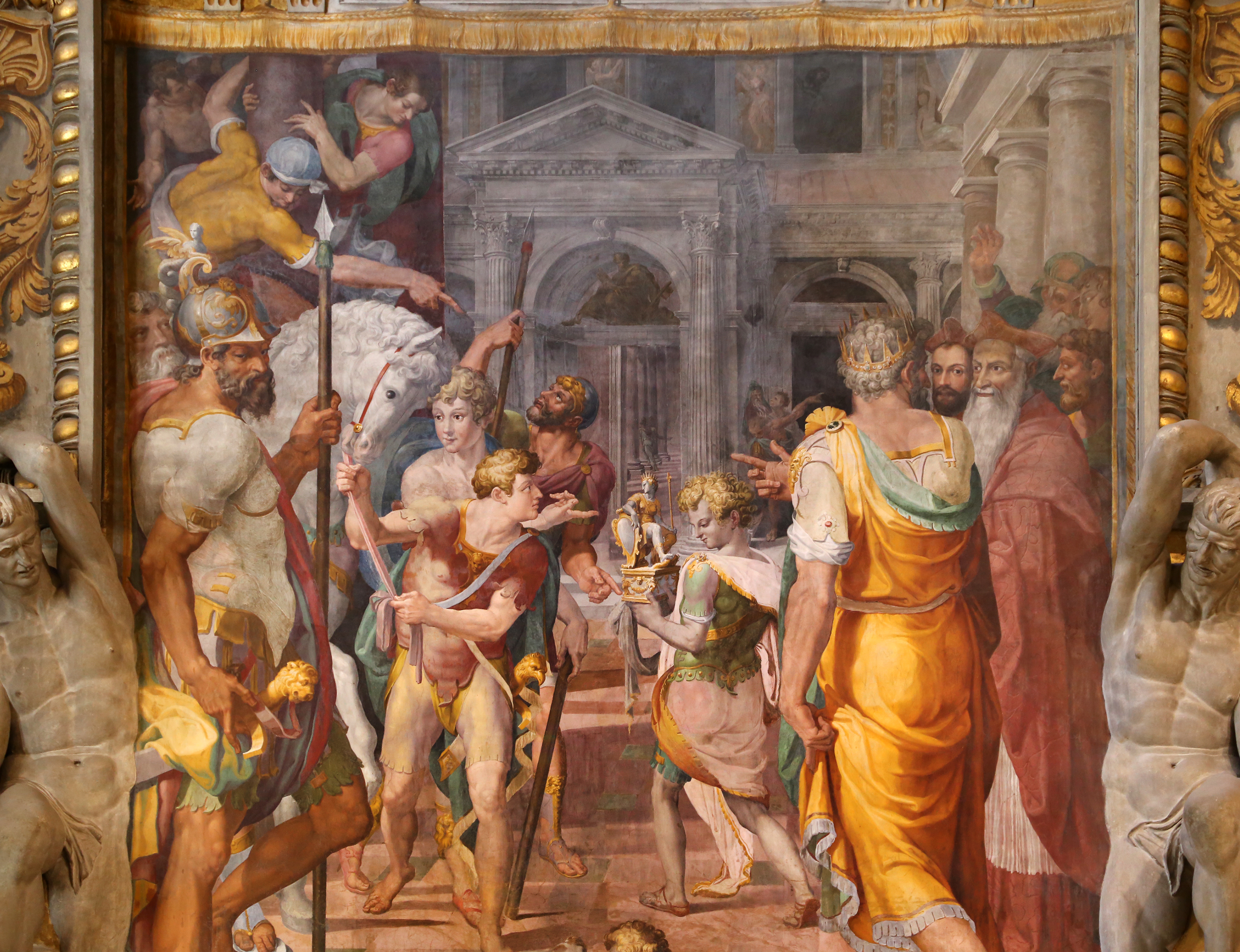
Pietro d'Aragona offre il regno a Innocenzo III di Livio Agresti
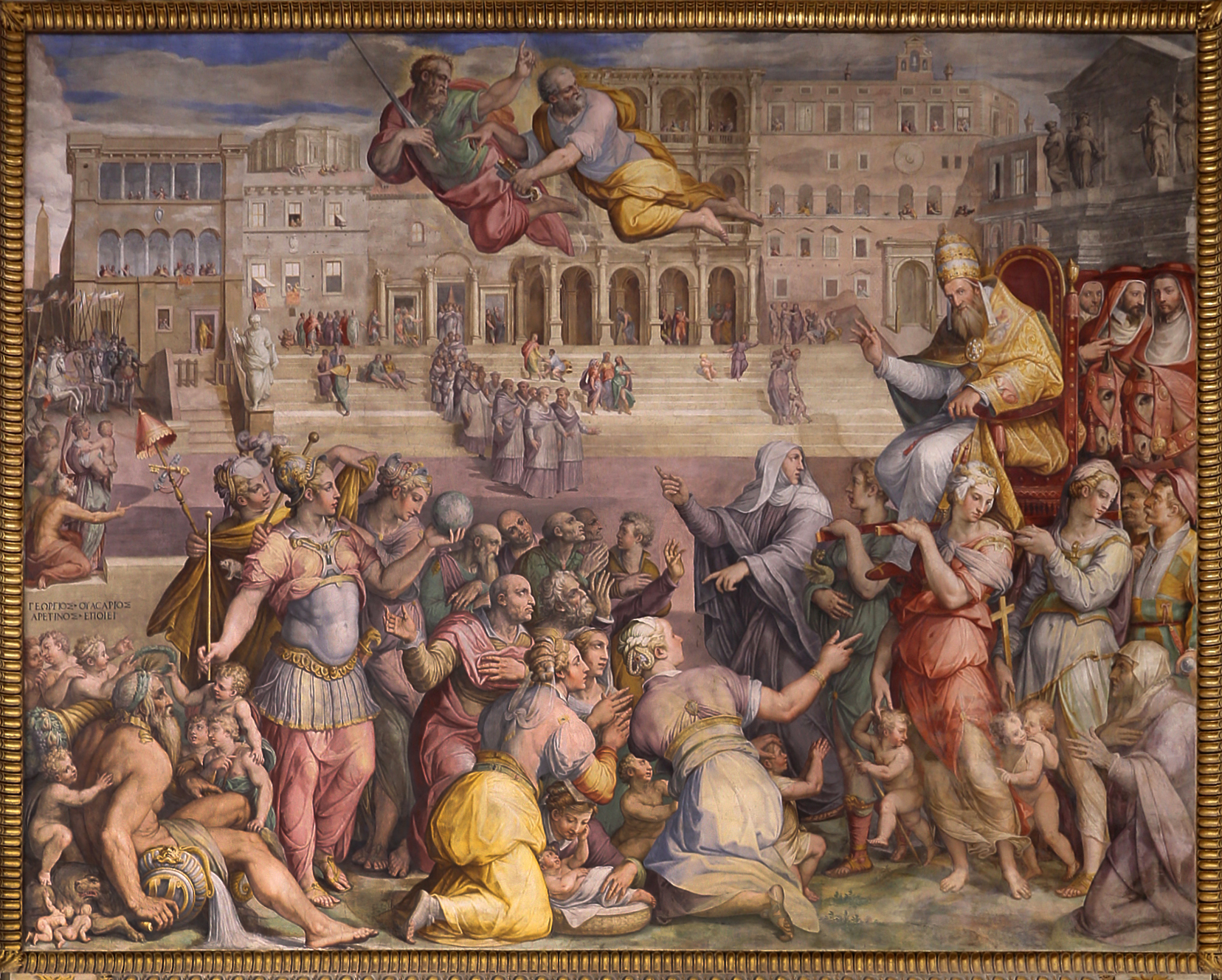
Gregorio XI torna da Avignone di Giorgio Vasari
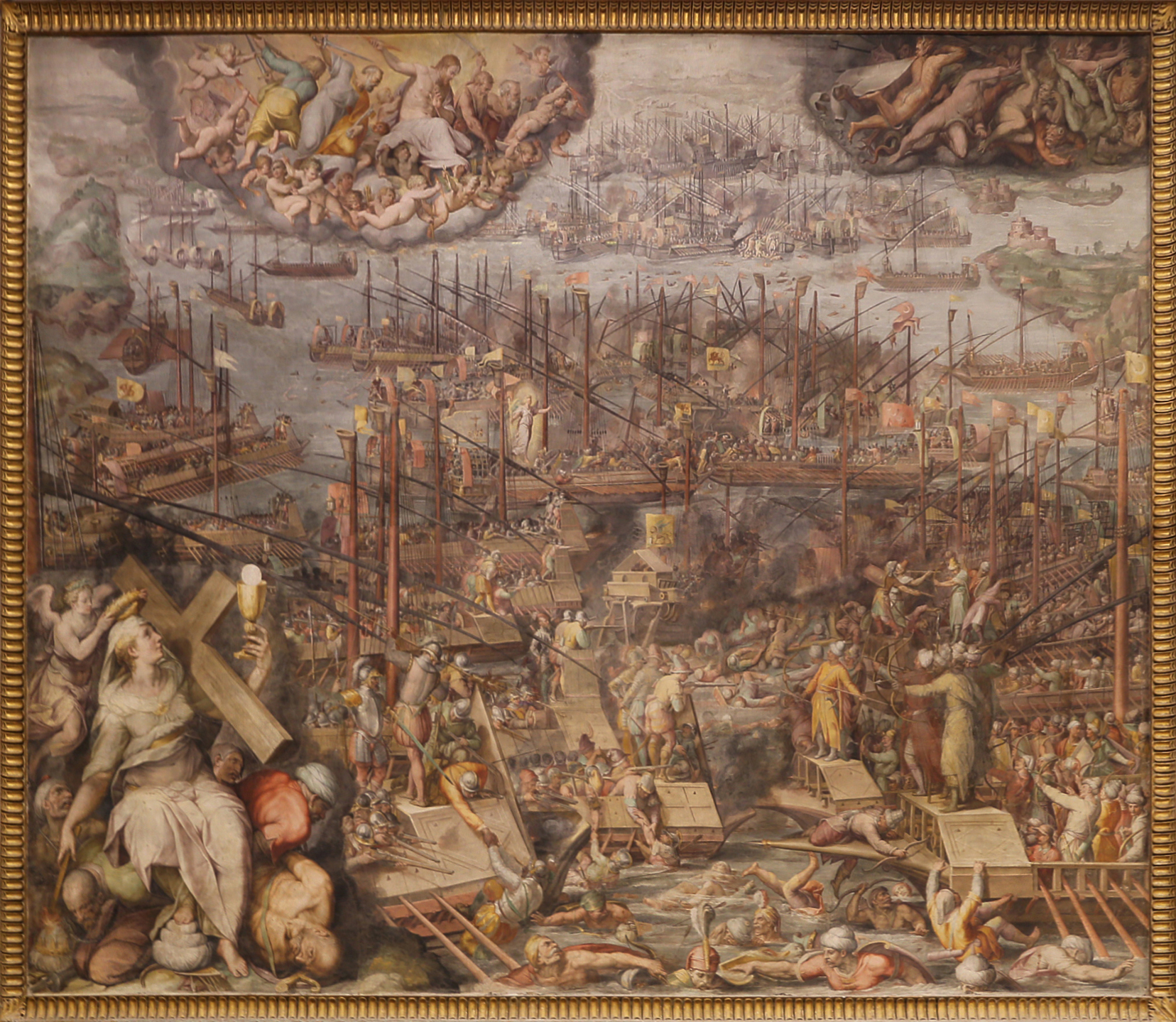
Battaglia di Lepanto di Giorgio Vasari
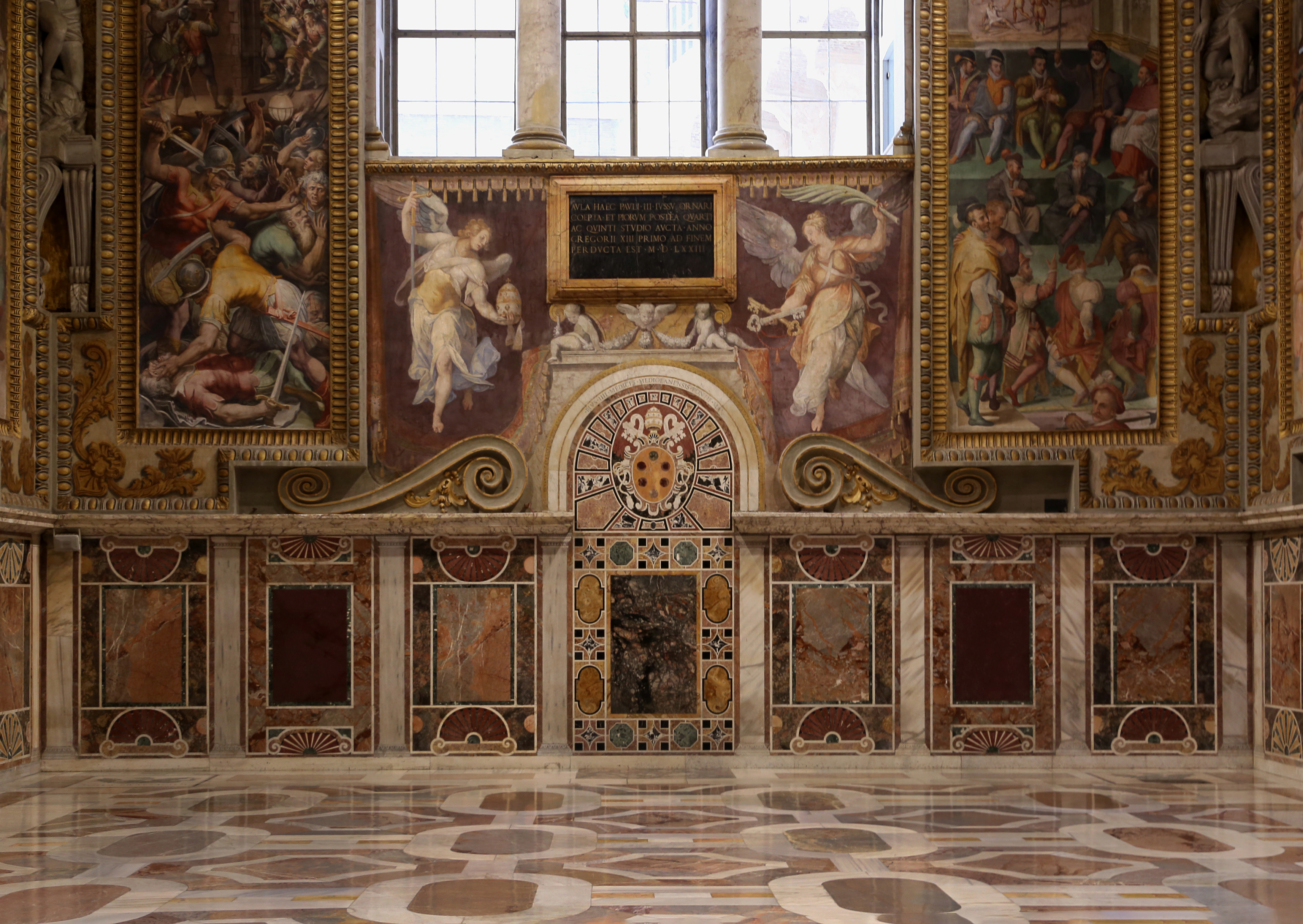
Dipinti e marmi della parete settentrionale
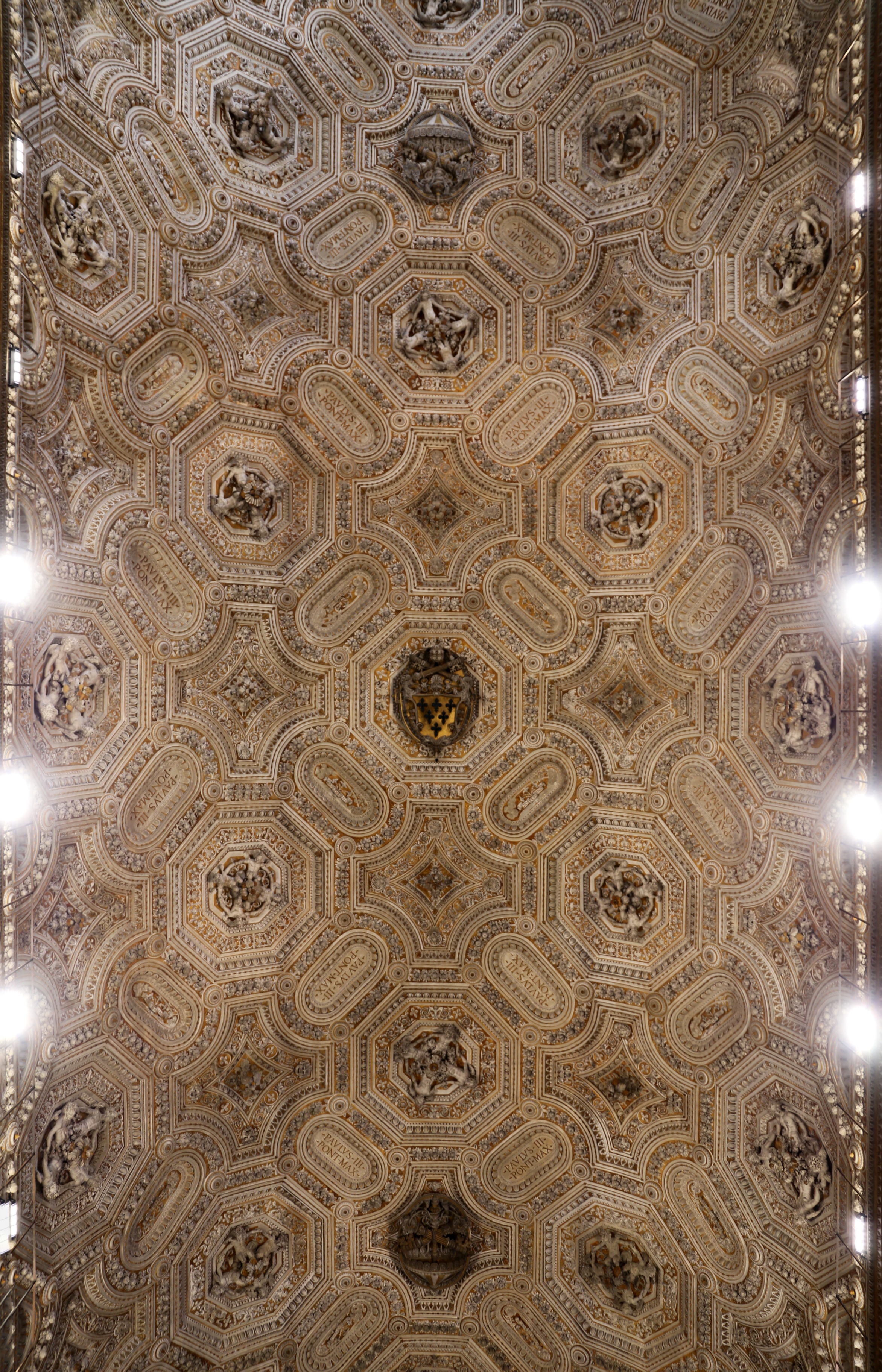
La volta di Perin del Vaga